# Strzelectwo na Igrzyskach Imperium Brytyjskiego i Wspólnoty Brytyjskiej 1966 – pistolet centralnego zapłonu (mężczyźni)
Strzelanie z pistoletu centralnego zapłonu na Igrzyskach Imperium Brytyjskiego i Wspólnoty Brytyjskiej 1966, było jedną z pięciu strzeleckich konkurencji rozgrywanych na igrzyskach w Kingston.
W konkurencji tej wystartowało 17 zawodników z 11 reprezentacji. W zawodach zwyciężył Kanadyjczyk James Lee, który o jeden punkt wyprzedził Anglika Tony’ego Clarka i o pięć punktów Jamajczyka Julio Machado, który zakończył zawody na trzecim miejscu. Medal Machado do dziś jest jedynym krążkiem wywalczonym na igrzyskach przez jamajskich strzelców.
Ostatnie, 17. miejsce zajął Australijczyk James Kirkwood, który do zwycięzcy stracił 90 punktów.
Konkurencja ta w programie igrzysk pojawiła się po raz pierwszy (łącznie z całym strzelectwem, które debiutowało na igrzyskach).

## Wyniki
| Pozycja | Zawodnik         | Reprezentacja     | Suma punktów |
| ------- | ---------------- | ----------------- | ------------ |
| 1       | James Lee        | Kanada            | 576          |
| 2       | Tony Clark       | Anglia            | 575          |
| 3       | Julio Machado    | Jamajka           | 571          |
| 4       | Brian Girling    | Anglia            | 570          |
| 5       | Garfield McMahon | Kanada            | 569          |
| 6       | Robert Hassall   | Walia             | 564          |
| 7       | Leonard Bull     | Kenia             | 564          |
| 8       | Michael Papps    | Australia         | 562          |
| 9       | Gilbert Shaw     | Jamajka           | 562          |
| 10      | S. Neely         | Irlandia Północna | 561          |
| 11      | Bertram Manhin   | Trynidad i Tobago | 553          |
| 12      | R. Stanford      | Irlandia Północna | 549          |
| 13      | David Badley     | Barbados          | 544          |
| 14      | Peter Laurence   | Kenia             | 527          |
| 15      | Ronald Ramsay    | Szkocja           | 527          |
| 16      | Lok N. Fung      | Singapur          | 487          |
| 17      | James Kirkwood   | Australia         | 486          |